# Max Rée
Max Rée (Copenhague, Dinamarca, 7 de octubre de 1889 - Los Ángeles, EE.UU, 7 de marzo de 1953) fue diseñador de vestuario y escenógrafo. 
Le fue otorgado un Óscar al Mejor diseño de producción por la película Cimarrón.

## Filmografía
- Cimarron (1931)
- La Diligencia (1939)